# Šaran
Šaran (in russo Шаран?; in baschiro Шаран) è un villaggio della Russia europea orientale, situato nella Repubblica autonoma della Baschiria; appartiene al rajon Šaranskij, del quale è il centro amministrativo.
Si trova nella parte occidentale della Repubblica, alla confluenza dei fiumi Sjun' e Šaran.